# Список министров торговли России

## Министерство коммерции Российской империи
Образовано 8 сентября 1802 года.
| Имя                                    | Дата вступления в должность | Дата снятия с должности |
| -------------------------------------- | --------------------------- | ----------------------- |
| Румянцев, Николай Петрович (1754—1826) | 8 сентября 1802             | 25 июля 1810            |

Указом 17 августа 1810 года министерство коммерции уничтожено и предметы его ведения разделены между министерствами финансов и внутренних дел.

## Министерство торговли и промышленности Российской империи
Образован указом 27 октября 1905 года.
| Имя                                                                       | Дата вступления в должность | Дата снятия с должности |
| ------------------------------------------------------------------------- | --------------------------- | ----------------------- |
| Тимирязев, Василий Иванович (1849—1919)                                   | 28 октября 1905             | 18 февраля 1906         |
| Фёдоров, Михаил Михайлович (1859—1949) управляющий министерством          | 18 февраля                  | 4 мая 1906              |
| Штоф, Александр Александрович (1844—?) управляющий министерством          | 5 мая                       | 26 июля 1906            |
| Философов, Дмитрий Александрович (1861—1907)                              | 26 июля 1906                | 6 декабря 1907          |
| Остроградский, Михаил Александрович (1857—1923) управляющий министерством | 7 декабря 1907              | 30 января 1908          |
| Шипов, Иван Павлович (1865—1919)                                          | 31 января 1908              | 14 января 1909          |
| Тимирязев, Василий Иванович (1849—1919)                                   | 14 января                   | 5 ноября 1909           |
| Тимашев, Сергей Иванович (1858—1920)                                      | 5 ноября 1909               | 17 февраля 1915         |
| Шаховской, Всеволод Николаевич (1874—1954)                                | 18 февраля 1915             | 28 февраля 1917         |

## Министерство торговли и промышленности Временного правительства
| Имя                                       | Дата вступления в должность | Дата снятия с должности |
| ----------------------------------------- | --------------------------- | ----------------------- |
| Коновалов, Александр Иванович (1875—1949) | 3 марта                     | 16 июня 1917            |
| Прокопович, Сергей Николаевич (1871—1955) | 25 сентября                 | 8 октября 1917          |
| Коновалов, Александр Иванович (1875—1949) | 25 сентября                 | 26 октября 1917         |

Министерство ликвидировано 26 октября 1917 года.

## Народный комиссариат торговли и промышленности РСФСР
Образован декретом ВЦИК от 27 октября 1917 года «Об учреждении Совета народных комиссаров».
| Имя                                               | Дата вступления в должность | Дата снятия с должности |
| ------------------------------------------------- | --------------------------- | ----------------------- |
| Ногин, Виктор Павлович (1878—1924)                | 27 октября                  | 4 ноября 1917           |
| Шляпников, Александр Гаврилович (1885—1937) и. о. | 2 декабря 1917              | 27 января 1918          |
| Смирнов, Владимир Михайлович (1887—1937)          | 27 января                   | 18 марта 1918           |
| Бронский, Мечислав Генрихович (1882—1938) и. о.   | 18 марта                    | 13 ноября 1918          |
| Красин, Леонид Борисович (1878—1926)              | 13 ноября 1918              | 6 июля 1923             |

## Народный комиссариат внешней торговли РСФСР
Образован постановлением Совнаркома РСФСР от 11 июня 1920 года.
| Имя                                  | Дата вступления в должность | Дата снятия с должности |
| ------------------------------------ | --------------------------- | ----------------------- |
| Красин, Леонид Борисович (1878—1926) | 11 июня 1920                | 6 июля 1923             |

## Народный комиссариат внешней торговли СССР
Образован в 1922 году путём реорганизации Наркомата внешней торговли РСФСР.
| Имя                                  | Дата вступления в должность | Дата снятия с должности |
| ------------------------------------ | --------------------------- | ----------------------- |
| Красин, Леонид Борисович (1878—1926) | 6 июля 1923                 | 18 ноября 1925          |

## Народный комиссариат внутренней торговли СССР
Народный комиссариат по внутренней торговле СССР образован 9 мая 1924 года.
| Имя                               | Дата вступления в должность | Дата снятия с должности |
| --------------------------------- | --------------------------- | ----------------------- |
| Шейнман, Арон Львович (1886—1944) | 17 декабря 1924             | 18 ноября 1925          |

## Народный комиссариат внутренней и внешней торговли СССР
Образован 18 ноября 1925 года путём объединения Народного комиссариата внешней торговли СССР с Народным комиссариатом внутренней торговли СССР.
| Имя                                      | Дата вступления в должность | Дата снятия с должности |
| ---------------------------------------- | --------------------------- | ----------------------- |
| Цюрупа, Александр Дмитриевич (1870—1928) | 18 ноября 1925              | 16 января 1926          |
| Каменев, Лев Борисович (1883—1936)       | 16 января                   | 14 августа 1926         |
| Микоян, Анастас Иванович (1895—1978)     | 14 августа 1926             | 22 ноября 1930          |

22 ноября 1930 года наркомат внешней и внутренней торговли был реорганизован: из него был выделен Наркомат внешней торговли СССР и Наркомат снабжения СССР.

## Народный комиссариат снабжения СССР
Образован 22 ноября 1930 года в ходе реорганизации Наркомата внутренней и внешней торговли СССР.
| Имя                                  | Дата вступления в должность | Дата снятия с должности |
| ------------------------------------ | --------------------------- | ----------------------- |
| Микоян, Анастас Иванович (1895—1978) | 22 ноября 1930              | 29 июля 1934            |

29 июля 1934 года Наркомат снабжения был разделён на Народный комиссариат внутренней торговли СССР и Народный комиссариат пищевой промышленности СССР.

## Народный комиссариат внешней торговли СССР
Повторно образовано 22 ноября 1930 года в ходе реорганизации Наркомата внутренней и внешней торговли СССР.
| Имя                                      | Дата вступления в должность | Дата снятия с должности |
| ---------------------------------------- | --------------------------- | ----------------------- |
| Розенгольц, Аркадий Павлович (1889—1938) | 22 ноября 1930              | 14 июня 1937            |
| Чвялев, Евгений Денисович (1898—1940)    | 19 января                   | 29 ноября 1938          |
| Микоян, Анастас Иванович (1895—1978)     | 29 ноября 1938              | 15 марта 1946           |

## Народный комиссариат внутренней торговли СССР
Образован 29 июля 1934 года путём разделения Наркомата снабжения на Народный комиссариат внутренней торговли СССР и Народный комиссариат пищевой промышленности СССР.
| Имя                                   | Дата вступления в должность | Дата снятия с должности |
| ------------------------------------- | --------------------------- | ----------------------- |
| Вейцер, Израиль Яковлевич (1889—1938) | 29 июля 1934                | 17 октября 1937         |
| Смирнов, Михаил Павлович (1897—1939)  | 17 октября 1937             | 19 января 1938          |

## Народный комиссариат торговли СССР
19 января 1938 года Народный комиссариат внутренней торговли СССР реорганизован в Народный комиссариат торговли СССР.
| Имя                                       | Дата вступления в должность | Дата снятия с должности |
| ----------------------------------------- | --------------------------- | ----------------------- |
| Смирнов, Михаил Павлович (1897—1939)      | 19 января                   | 16 июля 1938            |
| Любимов, Александр Васильевич (1898—1967) | 2 января 1939               | 15 марта 1946           |

## Народный комиссариат внутренней торговли РСФСР
Образован 25 июля 1934 года образован Народный комиссариат внутренней торговли РСФСР. 16 июля 1938 года наркомат внутренней торговли РСФСР переименован в наркомат торговли РСФСР.
| Имя                                       | Дата вступления в должность | Дата снятия с должности |
| ----------------------------------------- | --------------------------- | ----------------------- |
| Хинчук, Лев Михайлович (1868—1939)        | 25 июля 1934                | ноябрь 1937             |
| Любимов, Александр Васильевич (1898—1967) | ноябрь 1937                 | 2 января 1939           |
| Павлов, Дмитрий Васильевич (1905—1991)    | 2 января 1939               | 15 марта 1946           |

## Министерство внешней торговли СССР
Образовано 15 марта 1946 года в ходе реорганизации Наркомата внешней торговли СССР.
| Имя                                      | Дата вступления в должность | Дата снятия с должности |
| ---------------------------------------- | --------------------------- | ----------------------- |
| Микоян, Анастас Иванович (1895—1978)     | 15 марта 1946               | 4 марта 1949            |
| Меньшиков, Михаил Алексеевич (1902—1976) | 4 марта 1949                | 6 ноября 1951           |
| Кумыкин, Павел Николаевич (1901—1976)    | 6 ноября 1951               | 5 марта 1953            |

## Министерство торговли СССР
Образовано 15 марта 1946 года в ходе реорганизации Наркомата торговли СССР.
| Имя                                        | Дата вступления в должность | Дата снятия с должности |
| ------------------------------------------ | --------------------------- | ----------------------- |
| Любимов, Александр Васильевич (1898—1967)  | 19 марта 1946               | 1 марта 1948            |
| Жаворонков, Василий Гаврилович (1906—1987) | 1 марта 1948                | 5 марта 1953            |

## Министерство внутренней и внешней торговли СССР
Образовано 5 марта 1953 года путём объединения министерства внешней торговли СССР с министерством торговли и носило название Министерство внутренней и внешней торговли.
| Имя                                  | Дата вступления в должность | Дата снятия с должности |
| ------------------------------------ | --------------------------- | ----------------------- |
| Микоян, Анастас Иванович (1895—1978) | 15 марта                    | 24 августа 1953         |

## Министерство внешней торговли СССР
Образовано 24 августа 1953 года Указом Президиума Верховного Совета СССР путём реорганизации Министерство внутренней и внешней торговли.
| Имя                                      | Дата вступления в должность | Дата снятия с должности |
| ---------------------------------------- | --------------------------- | ----------------------- |
| Кабанов, Иван Григорьевич (1898—1972)    | 24 августа 1953             | 26 августа 1958         |
| Патоличев, Николай Семёнович (1908—1989) | 26 августа 1958             | 18 октября 1985         |
| Аристов, Борис Иванович (1925—2018)      | 18 октября 1985             | 15 января 1988          |

Упразднено 15 января 1988 года.

## Министерство торговли СССР
Образовано 24 августа 1953 года на базе организаций и предприятий внутренней торговли Министерства внутренней и внешней торговли СССР Указом Президиума Верховного Совета СССР. 26 ноября 1958 года опять упразднено, в сентябре 1965 года восстановлено.
| Имя                                    | Дата вступления в должность           | Дата снятия с должности        |
| -------------------------------------- | ------------------------------------- | ------------------------------ |
| Микоян, Анастас Иванович (1895—1978)   | 24 августа 1953                       | 22 января 1955                 |
| Павлов, Дмитрий Васильевич (1905—1991) | 22 января 1955                        | 26 ноября 1958                 |
| Струев, Александр Иванович (1906—1991) | 2 октября 1965                        | 21 января 1983                 |
| Ващенко, Григорий Иванович (1920—1990) | 21 января 1983                        | 26 декабря 1986                |
| Терех, Кондрат Зигмундович (род. 1935) | 26 декабря 1986 и. о. 28 августа 1991 | 28 августа 1991 26 ноября 1991 |

Упразднено c 1 декабря 1991 на основании Постановления Государственного совета СССР от 14 ноября 1991 года.

## Министерство внешнеэкономических связей СССР
Образовано 15 января 1988 года на базе Минвнешторга, Государственного комитета СССР по внешнеэкономическим связям (ГКЭС СССР). Председатель ГКЭС стал руководителем нового министерства.
| Имя                                       | Дата вступления в должность | Дата снятия с должности |
| ----------------------------------------- | --------------------------- | ----------------------- |
| Катушев, Константин Фёдорович (1927—2010) | 15 января 1988              | 1 декабря 1991          |

Упразднено c 1 декабря 1991 на основании Постановления Государственного совета СССР от 14 ноября 1991 года.

## Министерство торговли РСФСР
Образовано 15 марта 1946 года в ходе реорганизации Наркомата торговли РСФСР.
| Имя                                      | Дата вступления в должность       | Дата снятия с должности   |
| ---------------------------------------- | --------------------------------- | ------------------------- |
| Макаров, Михаил Иванович (1906—1978)     | 15 марта 1946                     | 19 июня 1951              |
| Куртов, Алексей Васильевич (1896—1973)   | 19 июня 1951                      | 1 апреля 1953             |
| Лукашёв, Иван Алексеевич (1899—?)        | 1 апреля 1953                     | 29 мая 1958               |
| Королёв, Дмитрий Дмитриевич (1912—2006)  | 29 мая                            | 28 ноября 1958            |
| Павлов, Дмитрий Васильевич (1905—1991)   | 28 ноября 1958                    | 11 октября 1972           |
| Шиманский, Всеволод Павлович (1921—2021) | 11 октября 1972                   | 11 апреля 1988            |
| Курёнков, Пётр Иванович (1929—2008)      | 11 апреля 1988 и. о. 15 июня 1990 | 15 июня 1990 14 июля 1990 |
| Хлыстов, Александр Фёдорович (1933—2023) | 14 июля 1990                      | 10 ноября 1991            |

Реорганизовано в министерство торговли и материальных ресурсов РСФСР 10 ноября 1991 года.

## Министерство торговли и материальных ресурсов РСФСР — Российской Федерации
Образовано 10 ноября 1991 года в ходе реорганизации Министерства торговли РСФСР.
| Имя                                        | Дата вступления в должность | Дата снятия с должности |
| ------------------------------------------ | --------------------------- | ----------------------- |
| Анисимов, Станислав Васильевич (род. 1940) | 10 ноября 1991              | 1 октября 1992          |

25 декабря 1991 года Верховный Совет РСФСР принял закон о переименовании РСФСР в Российскую Федерацию (РФ). 21 апреля 1992 года Съезд народных депутатов РСФСР утвердил переименование, внеся соответствующие изменения в Конституцию РСФСР, которые вступили в силу 16 мая 1992 года.
Министерство упразднено 1 октября 1992 года.

## Министерство внешнеэкономических связей РСФСР — Российской Федерации
Образовано 14 июля 1990 года. Упразднено 11 ноября 1991 года. Восстановлено 22 февраля 1992 года.
| Имя                                                                        | Дата вступления в должность     | Дата снятия с должности     |
| -------------------------------------------------------------------------- | ------------------------------- | --------------------------- |
| Ярошенко, Виктор Николаевич (род. 1946)                                    | 14 июля 1990 и. о. 11 июля 1991 | 10 июля 1991 2 октября 1991 |
| Фильшин, Геннадий Иннокентьевич (1931—2021) и. о. как заместитель министра | 2 октября 1991                  | 11 ноября 1991              |
| Авен, Пётр Олегович (род. 1955)                                            | 22 февраля 1992                 | 23 декабря 1992             |
| Глазьев, Сергей Юрьевич (род. 1961)                                        | 23 декабря 1992                 | 22 сентября 1993            |
| Давыдов, Олег Дмитриевич (род. 1940)                                       | 22 сентября 1993                | 17 марта 1997               |

25 декабря 1991 года Верховный Совет РСФСР принял закон о переименовании РСФСР в Российскую Федерацию (РФ). 21 апреля 1992 года Съезд народных депутатов РСФСР утвердил переименование, внеся соответствующие изменения в Конституцию РСФСР, которые вступили в силу 16 мая 1992 года.
Реорганизовано в министерство внешнеэкономических связей и торговли РФ 26 марта 1997 года.

## Министерство внешнеэкономических связей и торговли Российской Федерации
Образовано 26 марта 1997 года, в результате реорганизации министерства внешнеэкономических связей РФ.
| Имя                                  | Дата вступления в должность | Дата снятия с должности |
| ------------------------------------ | --------------------------- | ----------------------- |
| Фрадков, Михаил Ефимович (род. 1950) | 16 апреля 1997              | 30 апреля 1998          |

Указом Президента Российской Федерации от 30 апреля 1998 года № 483 «О структуре федеральных органов исполнительной власти» Министерство внешних экономических связей и торговли Российской Федерации упразднено.

## Министерство промышленности и торговли Российской Федерации
Образовано Указом Президента Российской Федерации от 30 апреля 1998 года № 483 «О структуре федеральных органов исполнительной власти».
| Имя                                           | Дата вступления в должность | Дата снятия с должности |
| --------------------------------------------- | --------------------------- | ----------------------- |
| Габуния, Георгий Валерьевич (1952—2000) и. о. | 8 мая                       | 23 июля 1998            |
| Маслюков, Юрий Дмитриевич (1937—2010)         | 23 июля                     | 11 сентября 1998        |

Указом Президента Российской Федерации от 22.09.1998 № 1142 «О структуре федеральных органов исполнительной власти» Министерство промышленности и торговли Российской Федерации упразднено.

## Министерство торговли Российской Федерации
Образовано Указом Президента Российской Федерации от 22 сентября 1998 года № 1142 «О структуре федеральных органов исполнительной власти».
| Имя                                           | Дата вступления в должность | Дата снятия с должности |
| --------------------------------------------- | --------------------------- | ----------------------- |
| Габуния, Георгий Валерьевич (1952—2000) и. о. | 25 сентября 1998            | 25 мая 1999             |
| Фрадков, Михаил Ефимович (род. 1950)          | 25 мая 1999                 | 28 июня 2000            |

Указом Президента Российской Федерации от 17.05.2000 № 867 «О структуре федеральных органов исполнительной власти» Министерство торговли Российской Федерации упразднено.

### Министерство экономического развития и торговли Российской Федерации
Образовано в соответствии с Указом Президента РФ от 17 мая 2000 года № 867 на базе Министерства экономики РФ и министерства торговли.
| Имя                                          | Дата вступления в должность | Дата снятия с должности |
| -------------------------------------------- | --------------------------- | ----------------------- |
| Греф, Герман Оскарович (род. 1964)           | 18 мая 2000                 | 24 сентября 2007        |
| Набиуллина, Эльвира Сахипзадовна (род. 1963) | 24 сентября 2007            | 12 мая 2008             |

12 мая 2008 года преобразовано в Министерство экономического развития Российской Федерации. Вопросы торговли переданы в Министерство промышленности и торговли Российской Федерации.

### Министерство промышленности и торговли Российской Федерации
Образовано 12 мая 2008 года взамен Министерства промышленности и энергетики РФ и Министерства торговли РФ (Указ Президента РФ от 12 мая 2008 года № 724).
| Имя                                      | Дата вступления в должность | Дата снятия с должности |
| ---------------------------------------- | --------------------------- | ----------------------- |
| Христенко, Виктор Борисович (род. 1957)  | 12 мая 2008                 | 31 января 2012          |
| Мантуров, Денис Валентинович (род. 1969) | 21 мая 2012                 | 14 мая 2024             |
| Алиханов, Антон Андреевич (род. 1985)    | c 14 мая 2024               | по настоящее время      |

## Источник
- Государственная власть СССР. Высшие органы власти и управления и их руководители. 1923—1991 гг. — М., 1999.